# Greenbrier (Tennessee)
Pour les articles homonymes, voir Greenbrier.
Greenbrier est une municipalité américaine située dans le comté de Robertson au Tennessee. Lors du recensement de 2010, sa population est de 6 433 habitants.

## Géographie
Desservie par la U.S. Route 41, Greenbrier se trouve à quelques kilomètres au sud de Springield, le siège du comté.
Selon le Bureau du recensement des États-Unis, la municipalité s'étend en 2010 sur une superficie de 7,00 milles carrés (18,13 km2), dont 0,04 milles carrés (0,1 km2) d'étendues d'eau.

## Histoire
Selon la légende locale, le nom de la ville est dû aux ouvriers du chemin de fer qui, lors de sa construction au milieu du XIXe siècle, se plaignaient des ronces vertes (en anglais : green briers) poussant dans la région.
Greenbrier devient une municipalité en 1937.

## Démographie
La population de Greenbrier est estimée à 6 796 habitants au 1er juillet 2016.
Le revenu par habitant était en moyenne de 25 929 dollars par an entre 2012 et 2016, proche de la moyenne du Tennessee (26 019 dollars), elle-même inférieure à la moyenne nationale (29 829 dollars). Sur cette même période, 8,9 % des habitants de Greenbrier vivaient sous le seuil de pauvreté (contre 15,8 % dans l'État et 12,7 % à l'échelle des États-Unis).